# Kiley Staples
Kiley Staples (Provo, 2 febbraio 1989) è un'ex sciatrice alpina statunitense.
In carriera gareggiò prevalentemente in Nor-Am Cup, aggiudicandosi il trofeo nel 2011.

## Biografia
Kiley Staples, originaria di Park City, debuttò in gare FIS il 21 novembre 2004, giungendo 40ª nello slalom speciale tenutosi sul tracciato di Breckenridge, e pochi giorni dopo in Nor-Am Cup, il 20 novembre a Winter Park piazzandosi 32ª nella medesima specialità. In Nor-Am Cup sempre in slalom speciale ottenne il primo podio, il 5 gennaio 2007 a Mont-Sainte-Anne (3ª), e la prima vittoria, il 14 marzo successivo a Panorama. Ancora a Panorama in slalom speciale il 25 novembre dello stesso anno esordì in Coppa del Mondo, non riuscendo a terminare la prima manche. Il 10 dicembre 2007 debuttò in Coppa Europa, classificandosi 52ª nello slalom gigante disputato ad Alleghe/Zoldo Alto.
Il 10 febbraio 2011 colse ad Aspen in supercombinata la sua ultima vittoria in Nor-Am Cup; a fine stagione, dopo aver ottenuto 8 podi con 2 vittorie, si aggiudicò il trofeo continentale nordamericano. Il 7 gennaio 2012 ottenne a Bad Kleinkirchheim il suo miglior piazzamento di carriera in Coppa del Mondo (38ª in discesa libera); il 14 febbraio seguente salì ad Aspen per l'ultima volta sul podio in Nor-Am Cup, classificandosi 3ª nella medesima specialità, e il 10 marzo successivo prese per l'ultima volta il via in Coppa del Mondo, a Åre in slalom speciale, senza completare la gara. Si congedò dal Circo bianco in occasione di uno slalom speciale valido come gara FIS disputato a Vail il 7 aprile dello stesso anno; in carriera non prese parte né a rassegne olimpiche né iridate.

## Palmarès

### Nor-Am Cup
- Vincitrice della Nor-Am Cup nel 2011
- Vincitrice della classifica di slalom speciale nel 2007
- 19 podi:
  - 4 vittorie
  - 5 secondi posti
  - 10 terzi posti

#### Nor-Am Cup - vittorie
| Data             | Località         | Paese       | Specialità |
| ---------------- | ---------------- | ----------- | ---------- |
| 14 marzo 2007    | Panorama         | Canada      | SL         |
| 5 gennaio 2008   | Mont-Sainte-Anne | Canada      | SL         |
| 8 dicembre 2010  | Lake Louise      | Canada      | DH         |
| 10 febbraio 2011 | Aspen            | Stati Uniti | SC         |

Legenda:

DH = discesa libera

SL = slalom speciale

SC = supercombinata

### South American Cup
- Miglior piazzamento in classifica generale: 15ª nel 2006
- 1 podio:
  - 1 vittoria

#### South American Cup - vittorie
| Data           | Località | Paese | Specialità |
| -------------- | -------- | ----- | ---------- |
| 31 agosto 2005 | La Parva | Cile  | DH         |

Legenda:

DH = discesa libera

### Campionati statunitensi
- 3 medaglie[1]:
  - 1 oro (combinata nel 2012)
  - 1 argento (discesa libera nel 2011)
  - 1 bronzo (slalom speciale nel 2012)